# Rali do Brasil
O Rali do Brasil (também conhecido como Rally do Brasil ou Rallye do Brasil) foi um evento de corrida de rali realizado na América do Sul.[carece de fontes?] Foi incorporado ao calendário do Campeonato Mundial de Rali em 1981 e 1982.

## Vencedores
| Ano  | Piloto         | Carro              | Carro              |
| ---- | -------------- | ------------------ | ------------------ |
| 1981 | Ari Vatanen    | Ford Escort RS1800 | Ford Escort RS1800 |
| 1982 | Michèle Mouton | Audi Quattro       | Audi Quattro       |